# Ministerio de Guerra y Marina (Argentina)
El Ministerio de Guerra y Marina fue uno de los cinco ministerios del gobierno nacional de la Confederación Argentina desde 1853 hasta 1898. Fue creado por el artículo 84.º de la Constitución de 1853. En 1898 fue dividido en el Ministerio de Guerra y el Ministerio de Marina.

## Historia
El 1 de mayo de 1853 en la ciudad de Santa Fe, se sancionó la Constitución argentina de 1853 la cual, en su Capítulo IV, estableció la creación de los cargos de cinco ministros secretarios a cargo de los negocios de la Confederación Argentina. Dichos departamentos fueron los Ministerios del Interior, de Relaciones Exteriores, de Hacienda, de Justicia, de Culto e Instrucción Pública, y de Guerra y Marina.
Tras la unión de la Confederación Argentina con el Estado de Buenos Aires en 1862, el Ministerio de Guerra y Marina adquirió la jurisdicción de todo el territorio nacional argentino.
Por Ley N.º 3727 del 10 de octubre de 1898, se crearon los Ministerios de Guerra y de Marina. De este modo, el Ministerio de Guerra y Marina dejó existir como tal.

## Dependencias
- Comandancia General de Marina
- Prefectura General Marítima (a partir de 1895)[4]
- Cuerpo de Sanidad de la Armada (a partir de 1882)[5]

## Lista de ministros
| Ministro                 | Periodo                                       | Presidente                             |
| ------------------------ | --------------------------------------------- | -------------------------------------- |
| Rudecindo Alvarado       | 5 de marzo de 1854-7 de noviembre de 1854     | Justo José de Urquiza                  |
| José Miguel Galán        | 7 de noviembre de 1854-5 de marzo de 1860     | Justo José de Urquiza                  |
| Benjamín Victorica       | 5 de marzo de 1860-5 de noviembre de 1861     | Santiago Derqui                        |
| Pastor Obligado          | diciembre de 1861-12 de octubre de 1862       | Bartolomé Mitre                        |
| Juan Andrés Gelly y Obes | 12 de octubre de 1862-noviembre de 1867       | Bartolomé Mitre                        |
| Wenceslao Paunero        | 1 de febrero de 1868-12 de octubre de 1868    | Bartolomé Mitre                        |
| Martín de Gainza         | 12 de octubre de 1868-12 de octubre de 1874   | Domingo Faustino Sarmiento             |
| Adolfo Alsina            | 12 de octubre de 1874-29 de diciembre de 1877 | Nicolás Avellaneda                     |
| Julio Argentino Roca     | 4 de enero de 1878-9 de octubre de 1879       | Nicolás Avellaneda                     |
| Carlos Pellegrini        | 9 de octubre de 1879-12 de octubre de 1880    | Nicolás Avellaneda                     |
| Benjamín Victorica       | 12 de octubre de 1880-11 de julio de 1885     | Julio Argentino Roca                   |
| Carlos Pellegrini        | 11 de julio de 1885-12 de octubre de 1886     | Julio Argentino Roca                   |
| Nicolás Levalle          | 12 de octubre de 1886-15 de enero de 1887     | Miguel Juárez Celman                   |
| Eduardo Racedo           | 15 de enero de 1887-12 de abril de 1890       | Miguel Juárez Celman                   |
| Nicolás Levalle          | 18 de abril de 1890-12 de octubre de 1892     | Miguel Juárez Celman Carlos Pellegrini |
| Benjamín Victorica       | 12 de octubre de 1892-7 de junio de 1893      | Luis Sáenz Peña                        |
| Joaquín Viejobueno       | 7 de junio de 1893-27 de junio de 1893        | Luis Sáenz Peña                        |
| Eudoro Balsa             | 27 de junio de 1893-5 de julio de 1893        | Luis Sáenz Peña                        |
| Aristóbulo del Valle     | 5 de julio de 1893-12 de agosto de 1893       | Luis Sáenz Peña                        |
| Luis María Campos        | 12 de agosto de 1893-7 de noviembre de 1894   | Luis Sáenz Peña                        |
| Eudoro Balsa             | 7 de noviembre de 1894-29 de agosto de 1895   | Luis Sáenz Peña José Evaristo Uriburu  |
| Guillermo Villanueva     | 29 de agosto de 1895-19 de mayo de 1897       | José Evaristo Uriburu                  |
| Nicolás Levalle          | 19 de mayo de 1897-12 de octubre de 1898      | José Evaristo Uriburu                  |